# 13273 Cornwell
13273 Cornwell è un asteroide della fascia principale. Scoperto nel 1998, presenta un'orbita caratterizzata da un semiasse maggiore pari a 2,1938761 au e da un'eccentricità di 0,1032893, inclinata di 4,67872° rispetto all'eclittica.